# Amore imperiale
Amore imperiale è un film del 1941 diretto da Aleksandr Volkov.